# Liste der Biografien/Stoj
Liste der Biografien |
Portal Biografien |
Personensuche
# |
A |
B |
C |
D |
E |
F |
G |
H |
I |
J |
K |
L |
M |
N |
O |
P |
Q |
R |
S |
T |
U |
V |
W |
X |
Y |
Z |
?
 
Sa |
Sb |
Sc |
Sd |
Se |
Sf |
Sg |
Sh |
Si |
Sj |
Sk |
Sl |
Sm |
Sn |
So |
Sp |
Sq |
Sr |
Ss |
St |
Su |
Sv |
Sw |
Sy |
Sz
 
Sta |
Ste |
Sth |
Sti |
Stj |
Stl |
Sto |
Str |
Sts |
Stt |
Stu |
Stv |
Stw |
Sty
 
Stoa |
Stob |
Stoc |
Stod |
Stoe |
Stof |
Stog |
Stoh |
Stoi |
Stoj |
Stok |
Stol |
Stom |
Ston |
Stoo |
Stop |
Stoq |
Stor |
Stos |
Stot |
Stou |
Stov |
Stow |
Stox |
Stoy |
Stoz
Die Liste der Biografien führt alle Personen auf, die in der deutschsprachigen Wikipedia einen Artikel haben. Dieses ist eine Teilliste mit 127 Einträgen von Personen, deren Namen mit den Buchstaben „Stoj“ beginnt.

## Stoj
- Stój, Bartłomiej (* 1996), polnischer Diskuswerfer

### Stoja
- Stoja (* 1972), serbische Turbo-Folk-Sängerin
- Stojadinović, Božidar (* 1962), US-amerikanischer Bauingenieur und Hochschullehrer der ETH Zürich
- Stojadinović, Milan (1888–1961), serbisch-jugoslawischer Politiker und Ökonom
- Stojadinović, Zoran (* 1961), serbisch-jugoslawischer Fußballspieler, -funktionär und -vermittler
- Stojak, Damir (* 1975), serbischer Fußballspieler
- Stojak, Filip (* 2005), österreichischer Fußballspieler
- Stojaković, Jadranka (1950–2016), jugoslawische bzw. bosnische Singer-Songwriterin
- Stojaković, Peja (* 1977), serbischer BasketballspielerPeja Stojaković (* 1977)

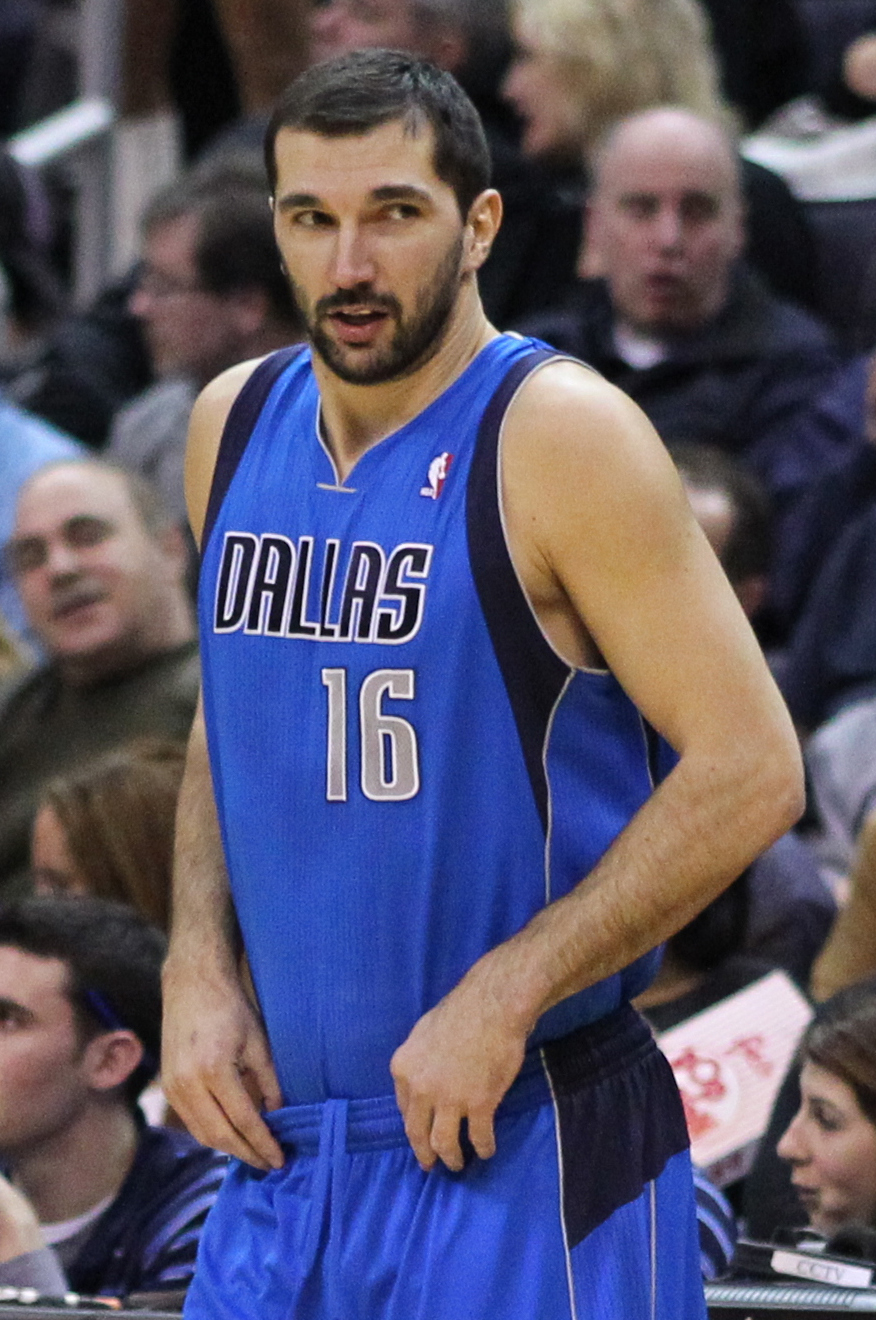
Peja Stojaković (* 1977)

- Stojałowski, Stanisław (1845–1911), polnischer Geistlicher und Politiker
- Stojan, Anna (* 1993), kasachische Skilangläuferin
- Stojan, Anton Cyril (1851–1923), Erzbischof von Olmütz
- Stojan, Ernst-Wilhelm (1926–2018), deutscher Politiker (SPD), MdL
- Stojan, Maya (* 1986), Schweizer Schauspielerin mit Wohnsitz in den USA
- Stojan, Petro Evstaf'evic (1884–1961), russischer Bibliograph und Lexikograph des Russischen und des Esperanto
- Stojanoski, Dejan (* 1990), nordmazedonischer Biathlet und Skilangläufer
- Stojanov, Alek (* 1973), kanadischer Eishockeyspieler
- Stojanov, Kiro (* 1959), römisch-katholischer Bischof von Skopje
- Stojanov, Uroš (* 1989), serbischer Fußballspieler
- Stojanović, Aleksandar (* 1983), serbischer Handballspieler
- Stojanović, Dalibor (* 1983), bosnischer Schachspieler
- Stojanović, Danilo (1877–1967), serbisch-jugoslawischer Fußballtorhüter und -trainer
- Stojanović, Dejan (* 1959), serbisch-US-amerikanischer Schriftsteller
- Stojanović, Dejan (* 1993), mazedonisch-österreichischer Fußballtorhüter
- Stojanović, Goran (* 1966), serbischer Handballspieler
- Stojanović, Goran (* 1977), montenegrinisch-katarischer Handballspieler
- Stojanović, Jadranko (* 1992), kroatischer Handballspieler
- Stojanović, Jovana (* 1995), serbische Fußballspielerin
- Stojanović, Ljubiša (1952–2011), serbischer Sänger
- Stojanović, Marko (* 1994), deutsch-serbischer Fußballspieler
- Stojanović, Milan (* 1911), jugoslawischer Fußballspieler
- Stojanović, Milka (1937–2023), jugoslawische Opernsängerin
- Stojanović, Miloš (* 1984), serbischer Fußballspieler
- Stojanović, Mirko (* 1939), jugoslawischer Fußballtorhüter
- Stojanović, Nemanja (* 1994), serbischer Fußballspieler
- Stojanović, Nina (* 1996), serbische TennisspielerinNina Stojanović (* 1996)

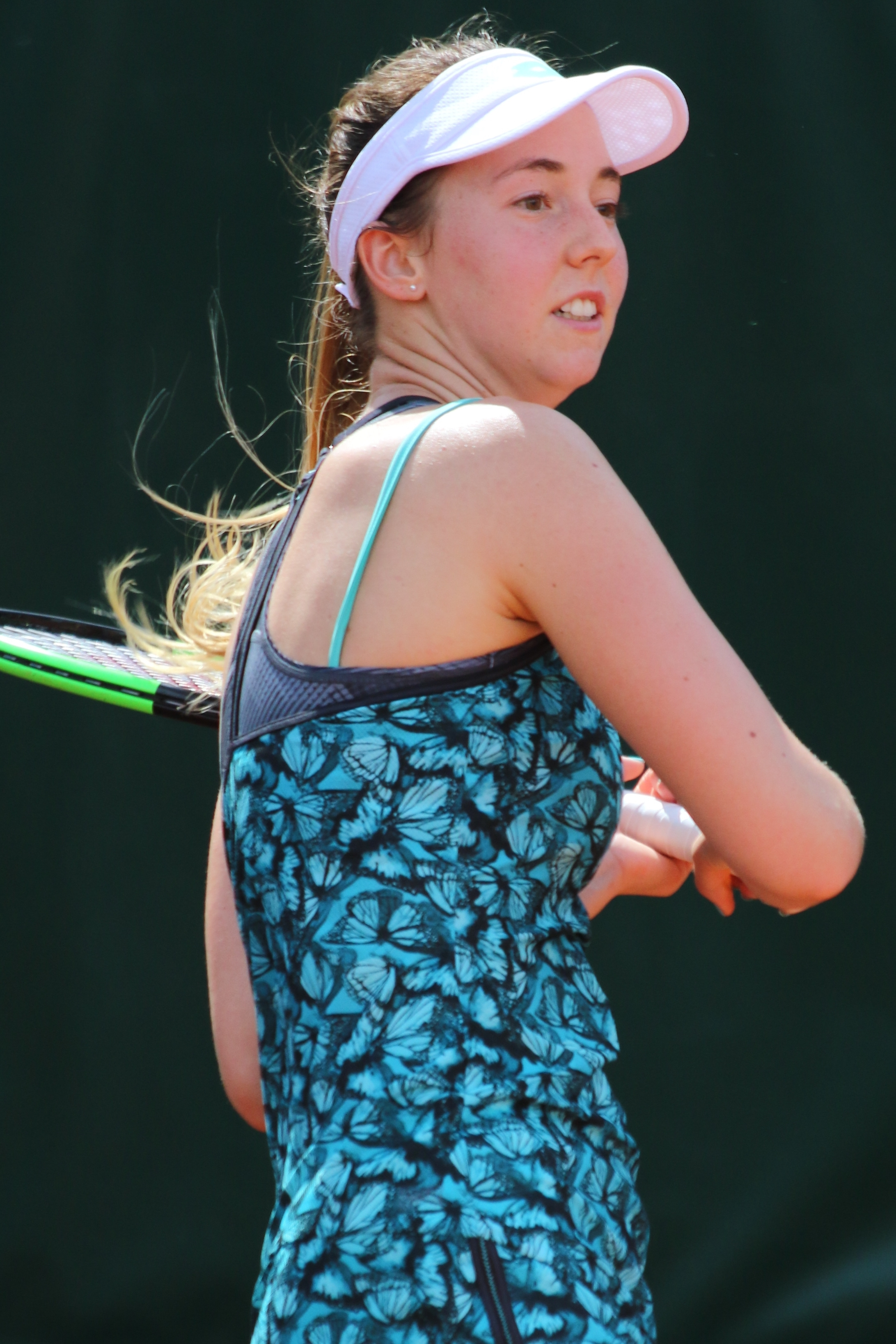
Nina Stojanović (* 1996)

- Stojanović, Petar (1877–1957), jugoslawischer Komponist
- Stojanović, Petar (* 1995), slowenischer Fußballspieler
- Stojanovic, Philipp (* 1982), kroatischer Poolbillardspieler
- Stojanović, Predrag (* 1966), österreichischer Opernsänger (Bariton) und Gesangspädagoge
- Stojanović, Radosav (* 1950), serbischer Schriftsteller, Journalist und Lexikograph
- Stojanović, Radoslav (1930–2011), jugoslawischer bzw. serbischer Jurist, Diplomat und Politiker
- Stojanović, Sven (* 1969), schwedischer Regisseur
- Stojanović, Svetozar (1931–2010), jugoslawischer bzw. serbischer Philosoph
- Stojanović, Vladica (* 1981), serbischer Handballspieler
- Stojanovski, Aleksandar (* 1979), nordmazedonischer Skirennläufer
- Stojanovski, Damjan (* 1987), mazedonischer Basketballspieler
- Stojanovski, Vlatko (* 1997), nordmazedonischer Fußballspieler
- Stojanovski, Vojdan (* 1987), mazedonischer Basketballspieler
- Stojanow, Andrej (1890–1969), bulgarischer Komponist, Musikpädagoge und Pianist
- Stojanow, Angel (* 1958), bulgarischer Skispringer
- Stojanow, Atanas (* 1969), bulgarischer Maler und Bildhauer
- Stojanow, Blagowest (* 1968), bulgarischer Kanute
- Stojanow, Borislaw (* 1904), bulgarischer Radrennfahrer
- Stojanow, Christijan (* 1998), bulgarischer Mittelstreckenläufer
- Stojanow, Christo († 1895), bulgarischer Jurist und Politiker
- Stojanow, Daniel (* 1986), bulgarisch-deutscher Popsänger und Songwriter
- Stojanow, Dimitar Kinow (* 1983), bulgarischer Politiker und MdEP für Bulgarien
- Stojanow, Emil (* 1959), bulgarischer Politiker, MdEP, Unternehmer, Verleger
- Stojanow, Ilijan (* 1977), bulgarischer Fußballspieler
- Stojanow, Iwajlo (* 1981), bulgarischer Fußballschiedsrichter
- Stojanow, Iwan (* 1983), bulgarischer Fußballspieler
- Stojanow, Kostadin (* 1986), bulgarischer Fußballspieler
- Stojanow, Krum (* 1992), bulgarischer Fußballspieler
- Stojanow, Ljudmil (1888–1973), bulgarischer Schriftsteller
- Stojanow, Maxim Wladimirowitsch (* 1987), russischer Schauspieler
- Stojanow, Nedjalko (* 1955), bulgarischer Radrennfahrer
- Stojanow, Nikola (* 1984), bulgarischer Ringer
- Stojanow, Nikolai Andreew (1883–1968), bulgarischer Botaniker
- Stojanow, Petar (* 1952), bulgarischer Politiker und Jurist
- Stojanow, Sachari (1850–1889), bulgarischer Revolutionär, Ideologe, Politiker, Historiker und Schriftsteller
- Stojanow, Wesselin (1902–1969), bulgarischer Komponist
- Stojanow, Wladislaw (* 1987), bulgarischer Fußballtorhüter
- Stojanowa, Dessislawa (* 1992), bulgarische Biathletin
- Stojanowa, Elena (* 1952), bulgarische Kugelstoßerin
- Stojanowa, Jana (* 2005), bulgarische Tennisspielerin
- Stojanowa, Julija (* 1985), bulgarische Volleyballspielerin
- Stojanowa, Krassimira (* 1962), bulgarische Mezzosopranistin
- Stojanowa, Radka (* 1964), bulgarische Ruderin
- Stojanowski, Oleg Wladislawowitsch (* 1996), russischer Beachvolleyballspieler
- Stojaspal, Ernst (1925–2002), österreichischer Fußballspieler

### Stojb
- Støjberg, Inger (* 1973), dänische Politikerin der Partei Venstre und in der Regierung Lars Løkke Rasmussen II Ministerin für Ausländer, Integration und Wohnen

### Stoje
- Stojentin, Hans, Erbherr auf Gohren und Landvogt von Stolp in Pommern
- Stojentin, Max von (1861–1918), deutscher Landesbeamter, Volkswirt, Landeshistoriker Pommerns und Familienforscher
- Stojentin, Peter Heinrich von (1713–1776), preußischer General, Amtshauptmann zu Liebenwalde und Zehdenick
- Stojentin, Valentin, herzoglicher Rat und Amtshauptmann und in Pommern
- Stojetz, Sebastian (* 1989), deutscher Drehbuchautor und Regisseur

### Stoji
- Stojić, Mario (* 1980), deutsch-kroatischer Basketballspieler
- Stojić, Mile (* 1955), bosnischer Dichter und Essayist
- Stojić, Nemanja (* 1998), serbischer Fußballspieler
- Stojić, Nikola (* 1974), serbischer Ruderer
- Stojiljković, Nikola (* 1992), serbischer Fußballspieler
- Stojiljković, Vlajko (1937–2002), jugoslawischer Politiker
- Stojilković, Filip (* 2000), Schweizer FussballspielerFilip Stojilković (* 2000)

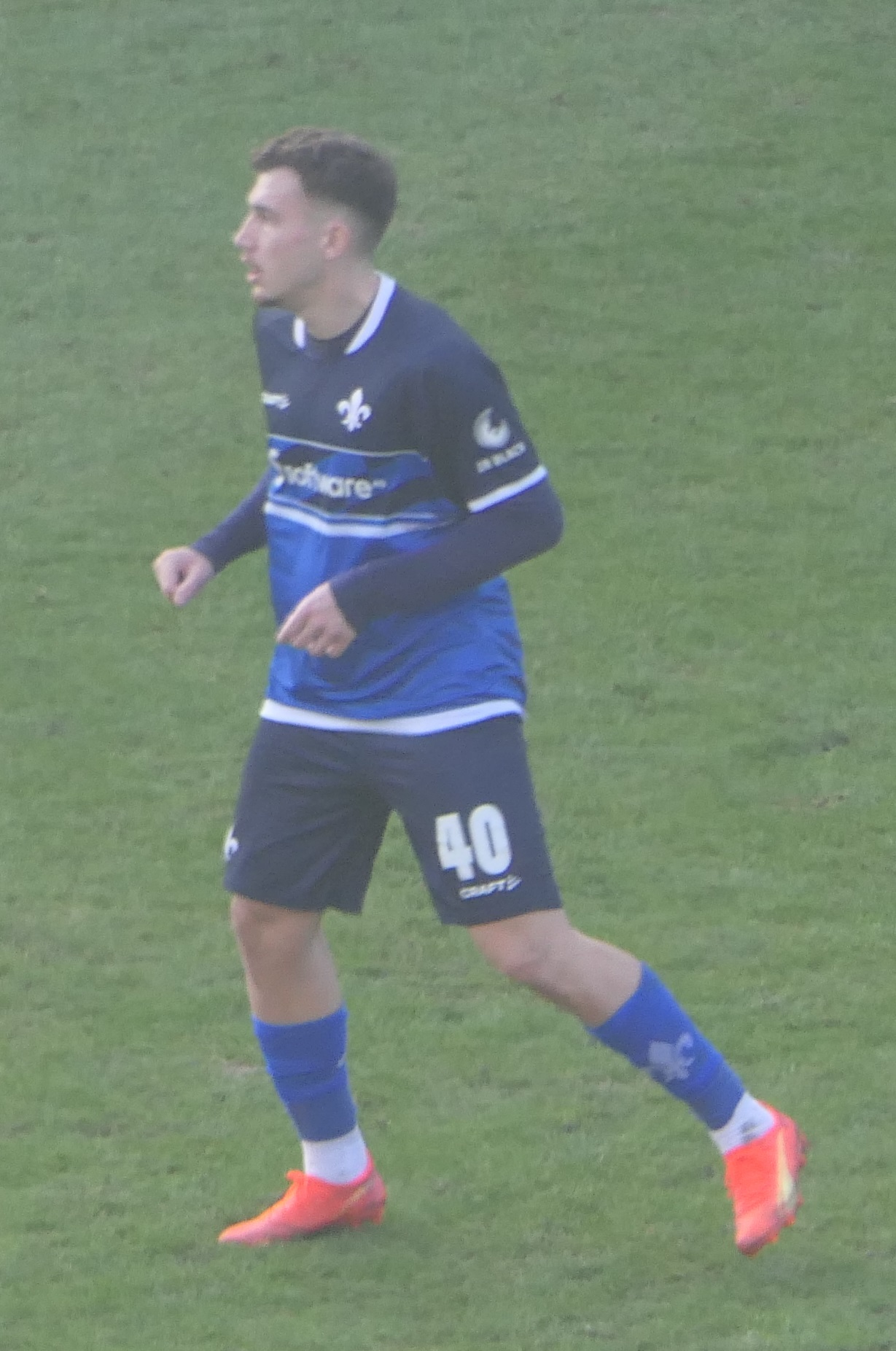
Filip Stojilković (* 2000)

- Stojinović, Dušan (* 2000), slowenischer Fußballspieler
- Stojisavljević, Dragan (* 1974), serbischer Fußballspieler
- Stojišić, Nedeljko (* 1997), serbischer Fußballspieler

### Stojk
- Stojka, Ceija (1933–2013), österreichische Schriftstellerin, Künstlerin und Überlebende des Porajmos
- Stojka, Harri (* 1957), österreichischer Jazz-MusikerHarri Stojka (* 1957)

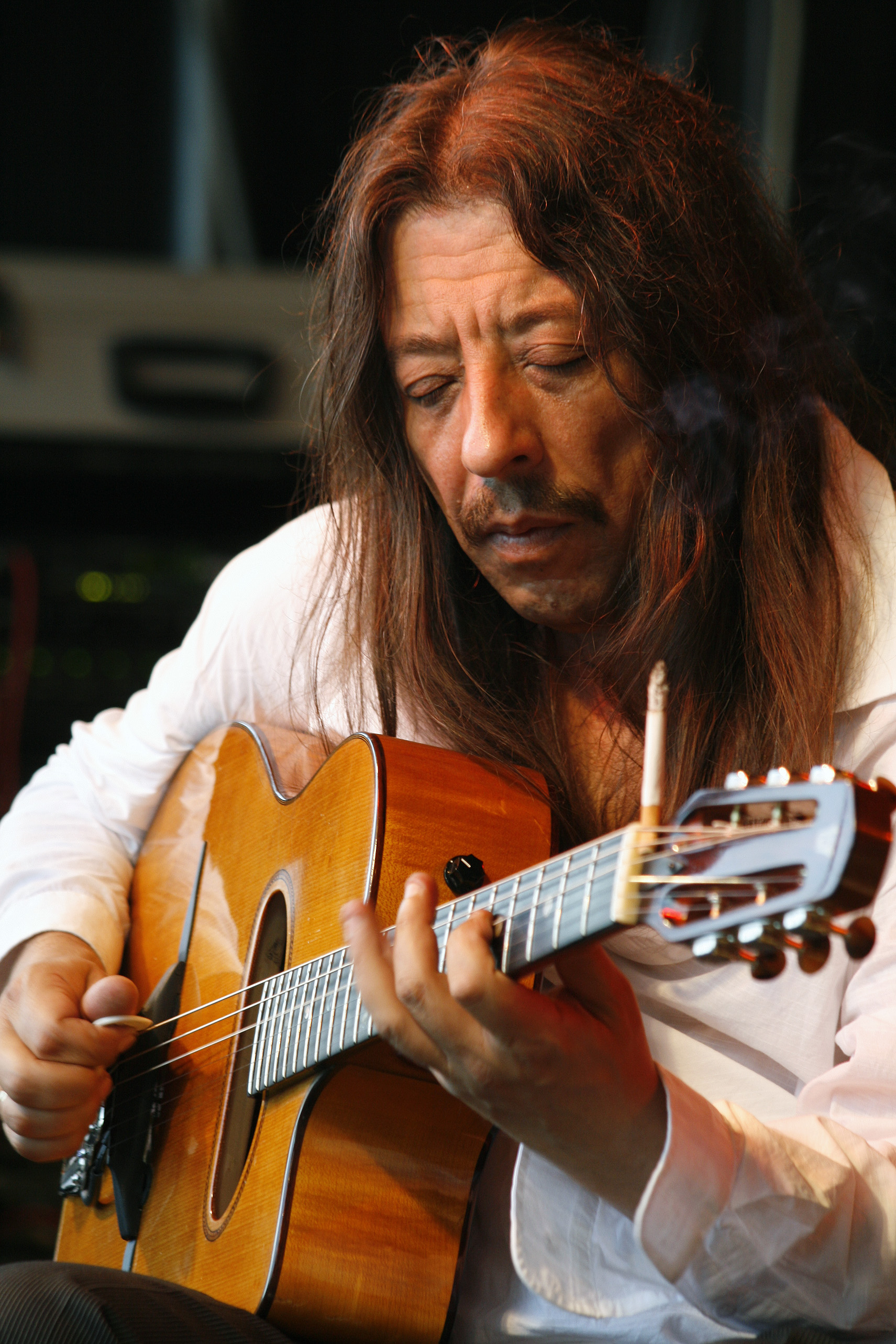
Harri Stojka (* 1957)

- Stojka, Karl (1931–2003), österreichischer Burgenland-Roma
- Stojka, Mongo (1929–2014), österreichischer Porajmos-Überlebender
- Stojko, Elvis (* 1972), kanadischer Eiskunstläufer und Filmschauspieler
- Stojkov, Aco (* 1983), mazedonischer Fußballspieler
- Stojković, Atanasije (1773–1832), serbisch-russischer Physiker und Hochschullehrer
- Stojković, Dragan (* 1965), serbischer Fußballspieler
- Stojković, Filip (* 1993), montenegrinisch-serbischer Fußballspieler
- Stojković, Lena (* 2002), kroatische Taekwondoin
- Stojković, Miodrag (* 1964), serbischer Tiermediziner und Stammzellforscher
- Stojković, Nenad (* 1956), jugoslawischer Fußballspieler
- Stojković, Nikola (* 1995), serbischer Fußballspieler
- Stojković, Rastko (* 1981), serbischer Handballspieler
- Stojković, Tomislav (* 1985), serbischer Handballtorwart
- Stojković, Vladimir (* 1983), serbischer FußballtorhüterVladimir Stojković (* 1983)

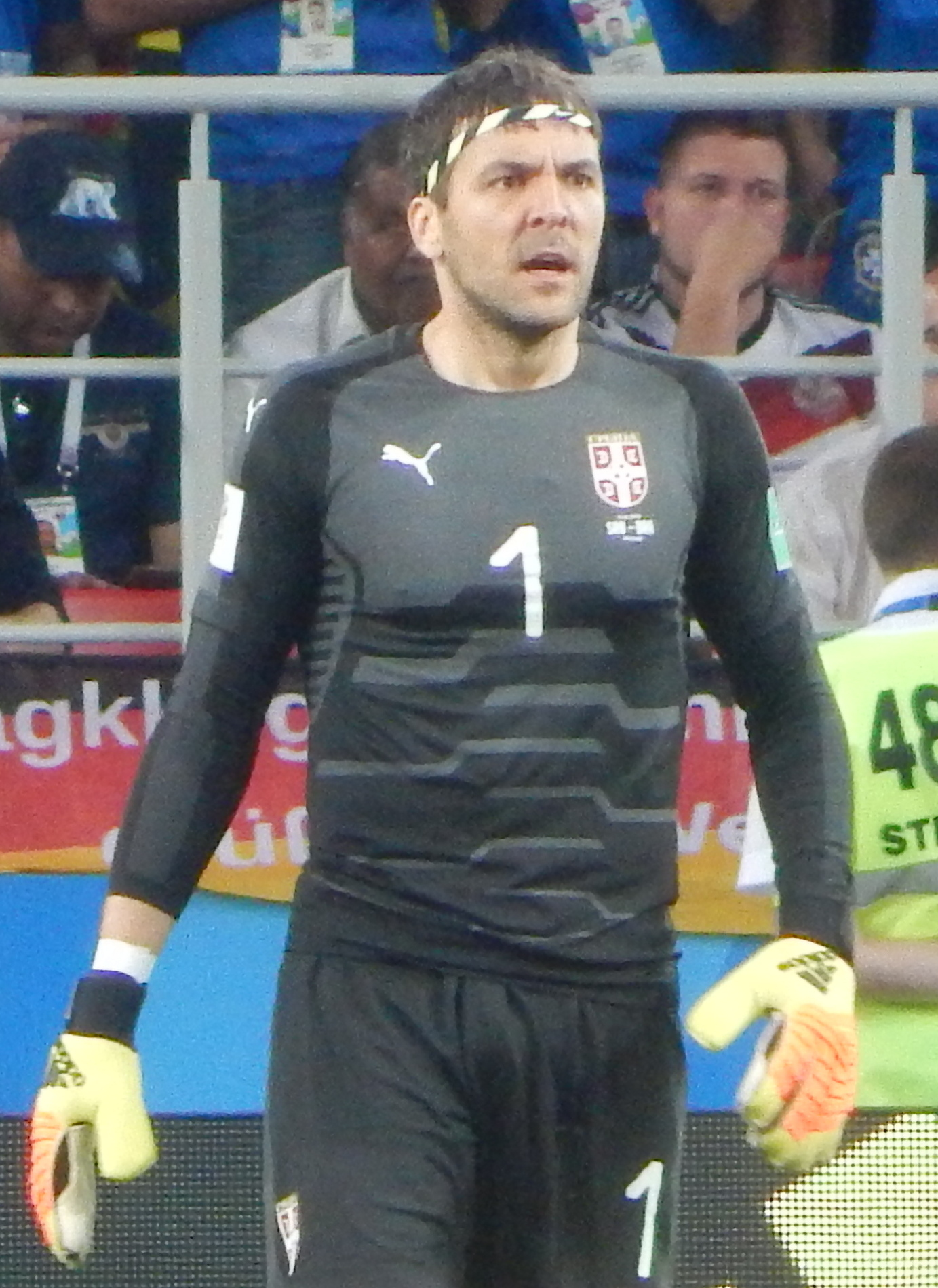
Vladimir Stojković (* 1983)

- Stojkovski, Dositej (1906–1981), jugoslawischer Geistlicher, Erzbischof von Ohrid und das erste Oberhaupt der Mazedonisch-orthodoxen Kirche
- Stojkovski, Mitko (* 1972), mazedonischer Fußballspieler
- Stojkow, Stojko (1912–1969), bulgarischer Wissenschaftler
- Stojkowski, Georgi (1941–2023), bulgarischer Dreispringer

### Stojn
- Stojnow, Iwan (* 2001), bulgarischer Eishockeytorwart

### Stojo
- Stojoski, Jovan (* 1997), nordmazedonischer Sprinter
- Stojowska, Ewa (1908–1996), polnische Sängerin, Theaterregisseurin, Theaterschauspielerin, Widerstandskämpferin und Holocaustüberlebende
- Stojowski, Sigismond (1870–1946), polnischer Pianist und Komponist

### Stojs
- Stojsavljevic, Mika (* 2008), britische Tennisspielerin

### Stojt
- Stojtschew, Petar (* 1976), bulgarischer Schwimmer
- Stojtschew, Trendafil (* 1953), bulgarischer Gewichtheber
- Stojtschew, Wladimir (1892–1990), bulgarischer General
- Stojtschewa, Lili (* 1998), bulgarische Speerwerferin
- Stojtschewa, Stanislawa (* 1975), bulgarische Sopranistin